# Karlshamn
Karlshamn er en by i Blekinge i Sverige med 19.966 (2023) indbyggere. Den er beliggende, hvor Mieån løber ud i Østersøen, og har en af Sveriges vigtigste, dybeste og største havne.

## Historie
Karlshamn var indtil Første Karl Gustav-krig en dansk havneby ved navn Bodekull (dengang som Bokuld). Efter den endelige sejr i svenskekrigene kunne Kong Karl X Gustav anlægge en købstad på stedet på grund af beliggenheden ved Østersøen samt den lille ø Frisholmen i havneindløbet, der siden blev kastel og fungerede som forsvarsværk. I 1664 fik byen stadsprivilegier og i 1666 tog den navn efter sin grundlægger. Byen voksede frem delvist i skyggen af Karlskrona.
I 1800-tallet blev der bygget to jernbaner til byen, Blekingebanen og Karlshamn-Ryd-Vislanda-banen, som var en smalsporet (1067 mm) bane. Også den førstnævnte bane var smalsporet, men blev i 1950'erne ombygget til en bane med normal sporvidde. Ved samme lejlighed blev jernbanestationen flyttet til udkanten af centrum, på en plads der var sprængt ind i Pengaberget.